# Schloss Wilfersdorf

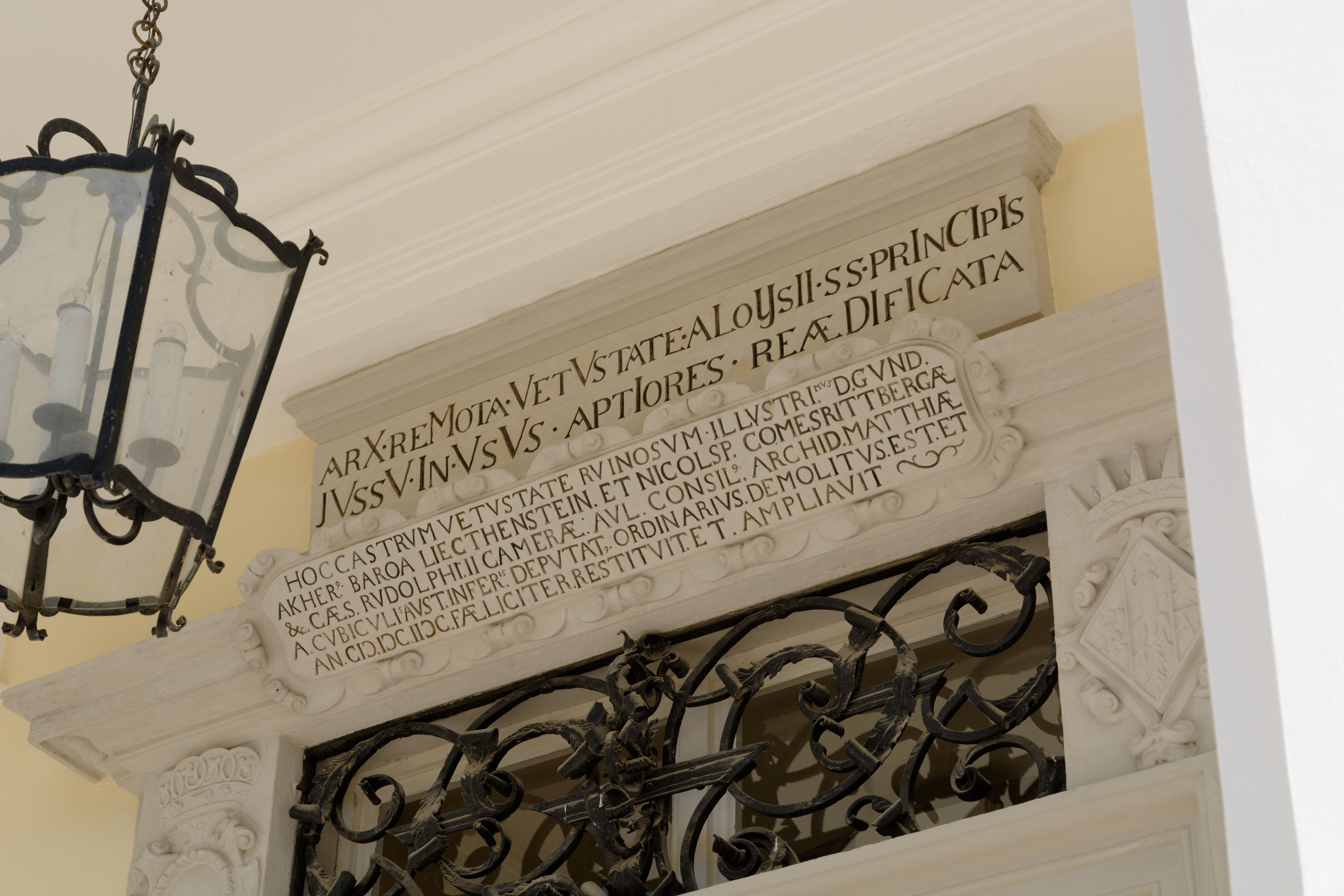
Inschrift über dem Portal

Das Liechtenstein-Schloss Wilfersdorf steht im niederösterreichischen Weinviertel in der Gemeinde Wilfersdorf. Es ist seit 1436 im durchgehenden Besitz der Familie Liechtenstein und dient bis heute der Verwaltung der fürstlichen Güter in Niederösterreich, zu denen auch die bekannte fürstliche Hofkellerei gehört. Das Schloss steht unter Denkmalschutz (Listeneintrag).

## Geschichte

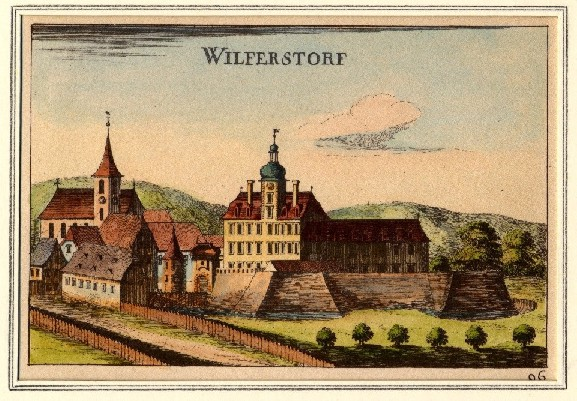
Schloss Wilfersdorf ca. 1670. Kolorierter Kupferstich von Georg Matthäus Vischer

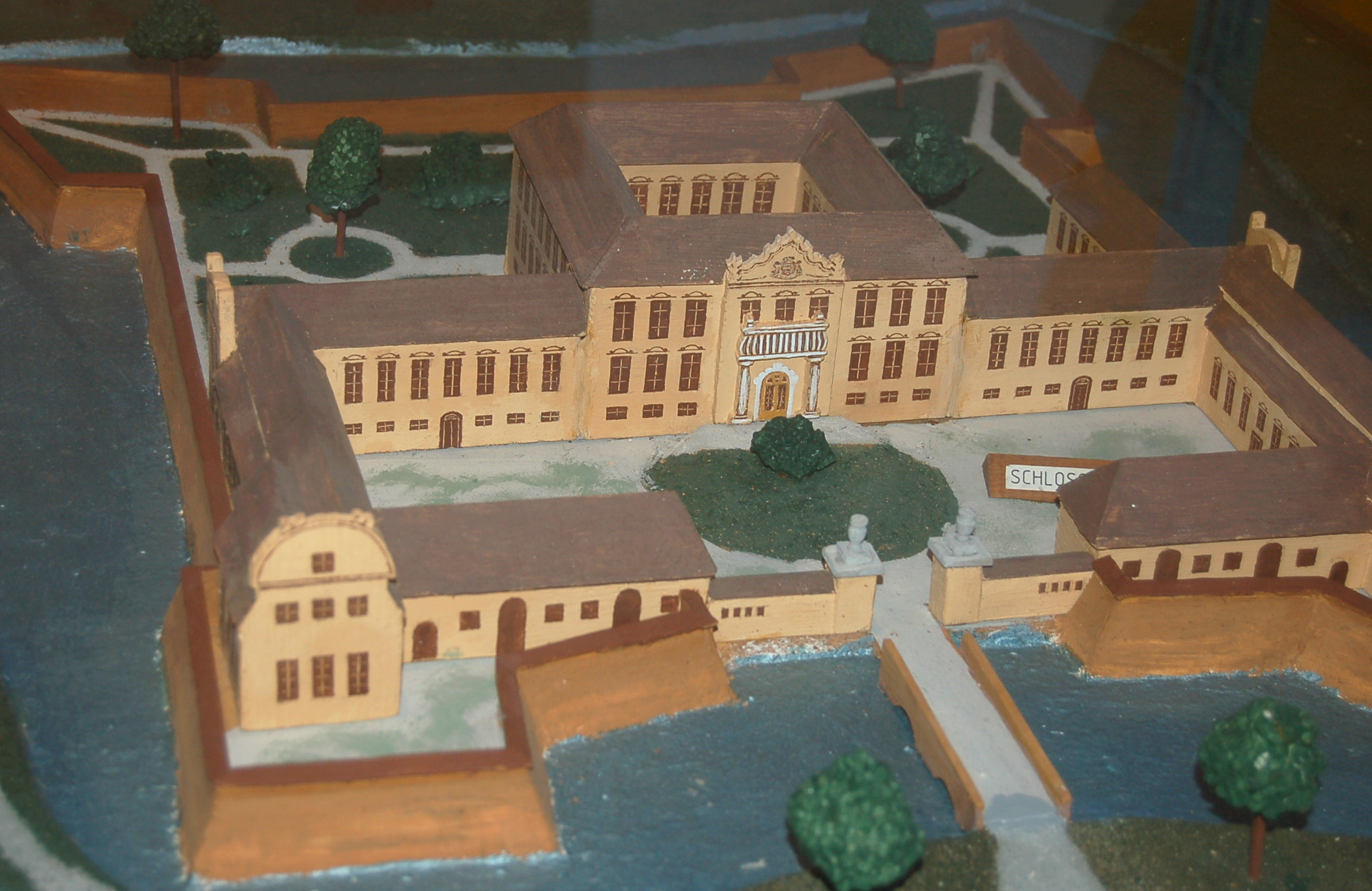
Modell von Schloss Wilfersdorf um 1800

Ein Adelssitz ist in Wilfersdorf erstmals 1360 erwähnt. 1436 erwarb die Familie Liechtenstein die gotische Burg Wilfersdorf von den Herren von Maissau. Um 1600 ließ Gundaker von Liechtenstein die gotische Burg in ein vierflügeliges Wasserschloss mit Bastionen, Graben und Vorwerk umwandeln.
Von 1713 bis 1721 wurde das Schloss unter Fürst Anton Florian durch den Architekten Anton Ospel zu einer barocken vierflügeligen Anlage umgebaut. Nach dem Tod des Fürsten wurden die Umbaupläne nicht weiter verfolgt. Fürst Alois von Liechtenstein ließ um 1802 den Nord-, Süd- und Ostflügel wegen Baufälligkeit abtragen, so dass heute nur mehr der Westflügel und die Nebentrakte erhalten sind. 1809 wurde das Gebäude von den Franzosen verwüstet. 1866 war in ihm ein preußisches Feldlazarett untergebracht.
Gegen Ende des Zweiten Weltkrieges erlitt das Schloss schwere Schäden, die aber in den folgenden Jahren behoben wurden. In den Jahren 2001 und 2002 wurden die bestehenden Bauten restauriert und revitalisiert. Da beim Auszug der Liechtensteiner aus dem Schloss auch die Möbel mit übersiedelt wurden, sind heutige Ausstellungen hauptsächlich Stammtafeln der Liechtensteiner gewidmet.

## Heute
Das Hauptgebäude wurde von der Gemeinde Wilfersdorf langjährig gepachtet und dient nunmehr als regionales Kultur- und Ausstellungszentrum. Der multifunktionale Festsaal im Erdgeschoß ermöglicht die Abhaltung von Seminaren, Präsentationen und kleinen Kongressen. Im Obergeschoß wird eine umfangreiche Dokumentation über die Geschichte des Hauses Liechtenstein gezeigt. Im Souterrain ist ein gemütlicher Schlosskeller untergebracht. Das Wilfersdorfer Heimatmuseum hat in einem der Nebengebäude Platz gefunden. Im Sommer werden am Platz vor dem Schloss auch Veranstaltungen, wie Operettenaufführungen abgehalten, die aber nicht zum Theaterfest Niederösterreich zählen.

## Architektur
Das Schloss ist ein schlicht gegliedertes barockes Wohnschloss, dessen Westflügel zusammen mit den Wirtschaftstrakten einen ehrenhofartigen Vorplatz bilden. In der Hauptachse der Westfassade ist ein dem Schloss vorgelagerter, durch Nebengebäude und Umfriedung mit mittlerem Pfeilerportal gebildeter Ehrenhof. Davor befindet sich die Zufahrt, die auf einer Brücke den früheren Graben überquert. Der Vorplatz nördlich und südlich der Hauptfassade ist durch zwei eingeschoßige traufständige Wirtschaftsgebäude mit Mansardwalmdächern und auf der Westseite zweigeschoßigen Giebelfronten mit großer Doppellisenengliederung sowie zwei quer dazu verlaufenden eingeschoßigen traufständigen Anbauten mit lisenengegliederten Eingangsachsen begrenzt.
Die zweigeschoßige schlichte Westfassade des Schlosses erhebt sich über einem hohen Sockel. Der dreiachsige Mittelrisalit ist durch Doppelpilaster sowie Rahmen gegliedert und umfasst das rechteckige Portal mit der Bauinschrift 1608, über dem ein Balkon mit Schmiedeeisengitter angeordnet ist. Der Risalit wird durch einen breiten geschweiften und gesprengten Giebel mit einer Uhr und darüber dem Wappen der Familie Liechtenstein abgeschlossen; seitlich befinden sich die allegorischen Figuren „Ruhm“ und „Tapferkeit“. – Die Innenräume sind weitgehend umgebaut. Die Räume im Erdgeschoß haben Stichkappentonnengewölbe.